# Chor Bakr

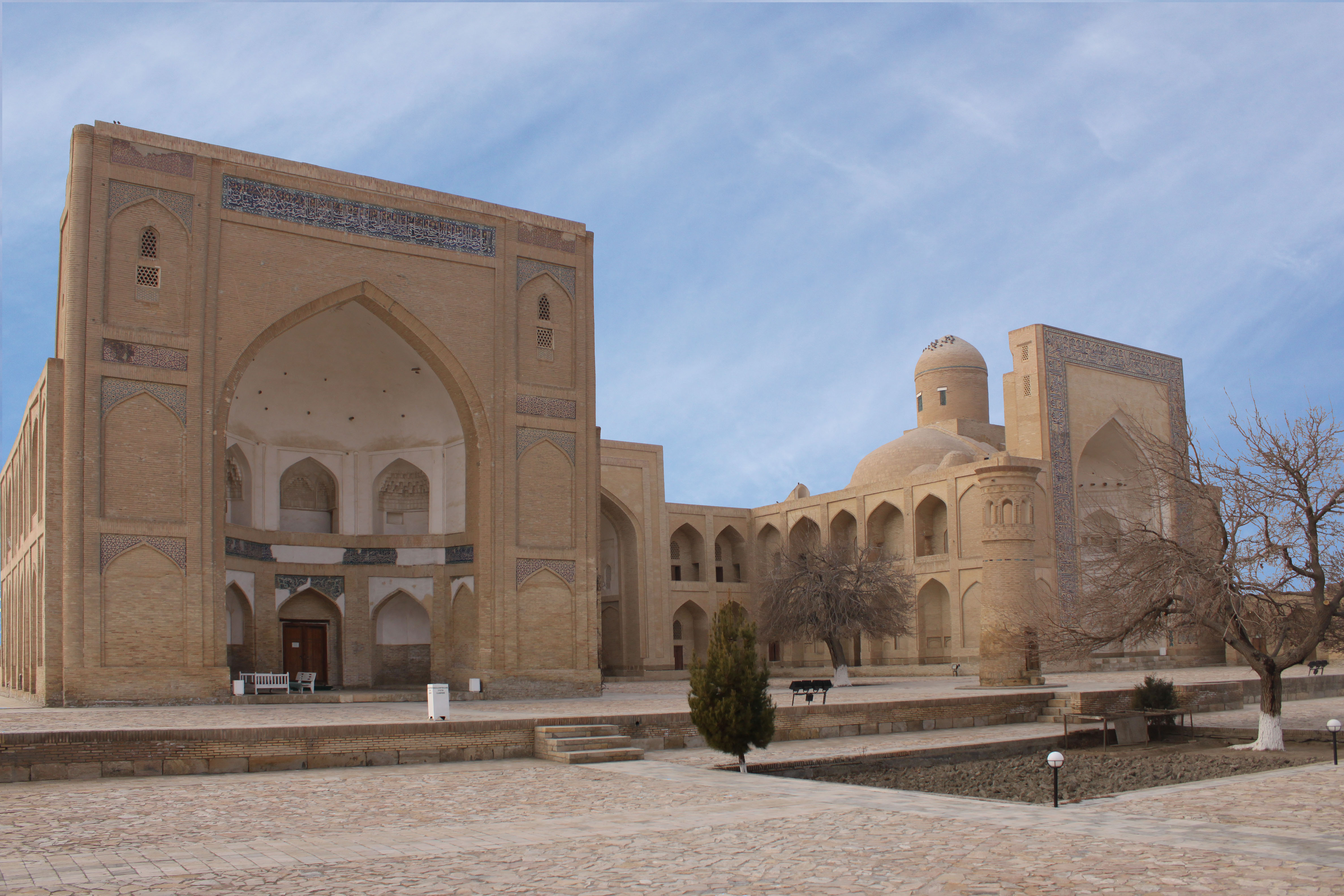
Chor Bakr

El complejo conmemorativo de Chor-Bakr se construyó sobre el lugar donde fue enterrado Abu-Bakr-Said, que murió en el año 360 del calendario musulmán (970-971 d. C.) y fue uno de los cuatro Abu-Bakrs (Chor-Bakr) descendientes de Mahoma. El complejo incluye la necrópolis de tumbas familiares y patios rodeados de murallas. Se encuentra en la actual Kalaya, Uzbekistán.

## Historia
Este sitio se construyó durante la época del líder uzbeko Muhammad Shaybani (r.1500-1510) en el supuesto lugar de enterramiento de Abu Bakr Said y su hijo Abu Bakr Ahmad. En el siglo XVI se popularizó como lugar de ceremonias y oraciones. Sin embargo, empezó a perder importancia en el siglo XIX y acabó prohibiéndose como lugar religioso durante la era soviética. Tras el fin de la era soviética en Uzbekistán, el lugar aumentó su importancia para la peregrinación musulmana y se considera necesario para los uzbekos musulmanes, junto con Shahi Zinda, antes de su peregrinación a La Meca.

## Descripción del sitio
Muchas construcciones del complejo tienen azulejos policromados ricamente decorados.
En muchos patios sobre lugares de enterramiento se instalan lápidas de mármol con inscripciones epigráficas y ornamentos vegetales y geométricos.
La estructura del complejo abarca 25 construcciones - khonaqo, mezquita, ayvan con khudjras, darvazahana, minarete, y 20 objetos pequeños - patios - lugares de enterramiento con las cubiertas de las cúpulas, y portales separados en pie. El territorio se extiende por un cementerio conmemorativo y antiguo de 3 hectáreas.

## Patrimonio Mundial
Este sitio se incluyó en la lista indicativa del Patrimonio Mundial de la UNESCO el 18 de enero de 2008, en la categoría Cultural.